# Henry Heitfeld

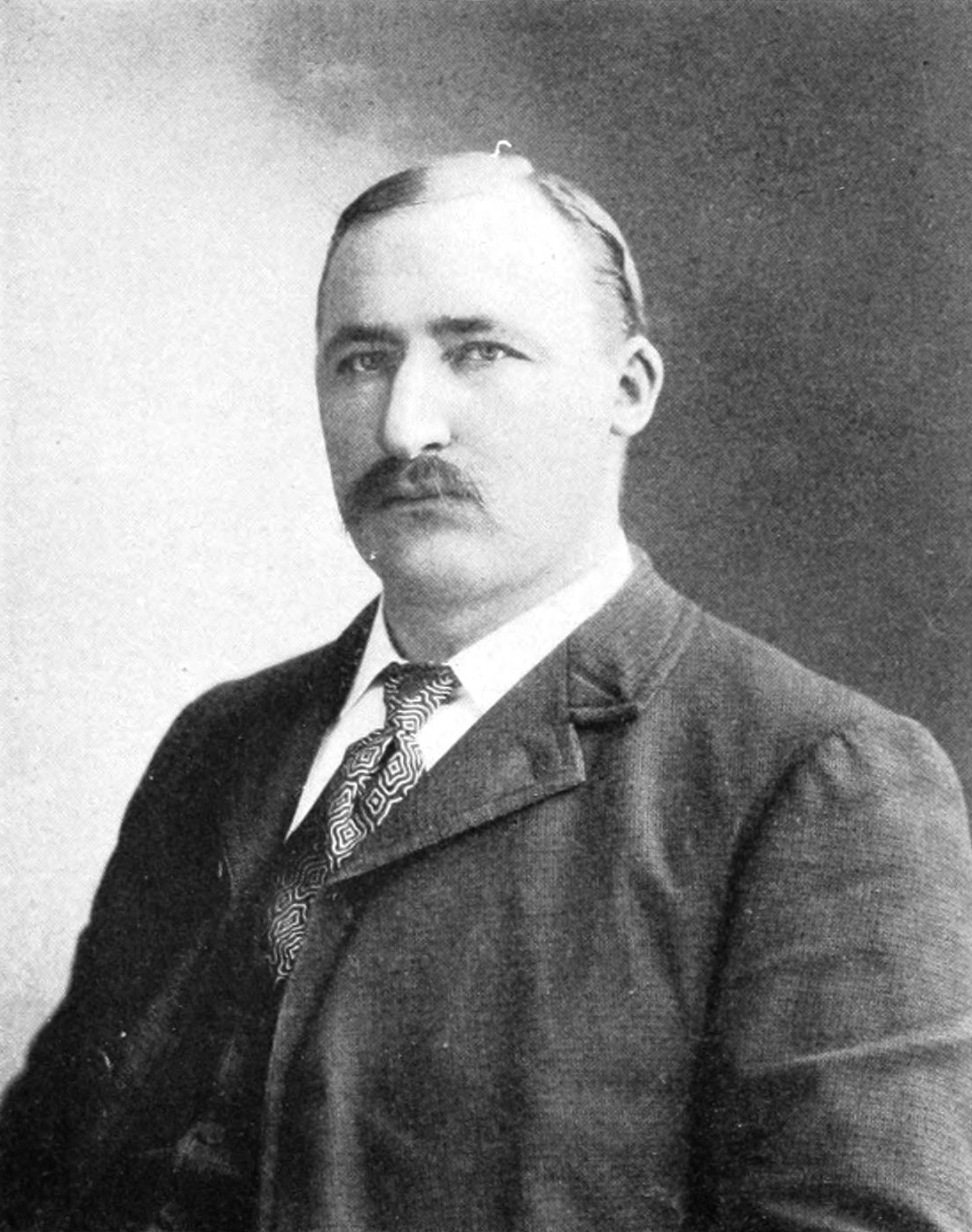
Henry Heitfeld

Henry Heitfeld, född 12 januari 1859 i Saint Louis, Missouri, död 21 oktober 1938 i Spokane, Washington, var en amerikansk politiker. Han representerade delstaten Idaho i USA:s senat 1897-1903.
Heitfelds föräldrar var tyska invandrare. Han flyttade 1883 till Idahoterritoriet. Han var ledamot av delstatens senat i Idaho 1894-1897. Heitfeld vann senatsvalet 1897 som Populistpartiets kandidat mot sittande senatorn Fred Dubois. Heitfeld bytte 1901 parti till demokraterna. Han kandiderade inte till omval som senator. Han förlorade sedan guvernörsvalet i Idaho 1904 mot republikanen Frank R. Gooding.
Heitfeld var borgmästare i Lewiston, Idaho 1905-1909. Hans grav finns på Normal Hill Cemetery i Lewiston.